# Garaeus niveivertex
Garaeus niveivertex är en fjärilsart som beskrevs av Eugen Wehrli 1936. Garaeus niveivertex ingår i släktet Garaeus och familjen mätare. Inga underarter finns listade i Catalogue of Life.